# Levon
Levon (armenisch Լեւոն) ist als armenische Form von Leon ein armenischer männlicher Vorname.

## Namensträger

### Herrscher
- Levon IV. (1309–1341), armenischer König

### Vorname
- Levon Davidian (1944–2009), armenisch-iranischer Psychiater und Politiker
- Levon Ekmekdschian (1958–1983), libanesischer Terrorist und Mitglied der extremistischen armenischen Organisation Asala
- Levon Hayrapetyan (* 1989), armenisch-deutscher Fußballspieler
- Levon Kendall (* 1984), kanadischer Basketballspieler
- Levon Larents (1875–1915), armenischer Schriftsteller, Übersetzer, Journalist, Dichter und Lehrer
- Levon Madoyan (1909–1964), armenischer Duduk-Spieler
- Levon Panos Dabağyan (1933–2017), türkischer Forscher, Schriftsteller und Journalist
- Levon Schant (1869–1951), armenischer Schriftsteller
- Lévon Zékian (* 1943), armenisch-katholischer Erzbischof von Istanbul

### Künstlername
- Levon Helm (1940–2012), US-amerikanischer Musiker
- Levon Thomas (* 1955), deutscher Sänger und Musikproduzent

## Variante Lewon
- Lewon Aronjan (* 1982), armenischer Schachspieler
- Lewon Astwazatrjan (1922–2002), armenischer Komponist
- Lewon Babudschjan (* 1986), armenischer Schachspieler
- Lewon Dschulfalakjan (* 1964), sowjetisch-armenischer Ringer
- Karen Lewoni Grigorjan (* 1968), armenischer Diplomat
- Lewon Lasarew (1928–2004), georgisch-russischer Bildhauer und Maler
- Lewon Mkrttschjan (* 1965), armenischer Politiker
- Lewon Mirsojan (1896–1939), armenisch-sowjetischer Politiker
- Lewon Rotinjan (1879–1964), armenischer Physikochemiker und Hochschullehrer
- Lewon Ter-Petrosjan (* 1945), armenischer Politiker

## Sonstiges
- Levon (Song), Song von Elton John aus dem Album Madman Across the Water (1971), benannt nach Levon Helm